# أوليفييه شوفالييه
أوليفييه شوفالييه (بالفرنسية: Olivier Chevallier)‏ كان متسابق دراجات نارية فرنسي. نافس في سباقات بطولة العالم لفئة 500 سي سي ولفئة 350 سي سي ولفئة 250 سي سي ولفئة 50 سي سي. توفي إثر حادث تعرض له أثناء السباق.